# HostJane
HostJane es un proveedor de alojamiento web con sede en Wyoming de servidores dedicados, privados virtuales y computacionales de Amazon Web Services con presencia adicional como plataforma de Mercado en línea.
En 2025, el revisor de la industria HostAdvice calificó a HostJane como adecuado para el alojamiento de WordPress y WooCommerce con alto tráfico.